# Прикладная кинезиология
В Википедии есть статья о науке, изучающей движение живых существ, см. Кинезиология
«Прикладна́я кинезиоло́гия», ПК (англ. Applied Kinesiology, AK) — вид альтернативной медицины, основанный в 1964 году американским хиропрактиком Джорджем Гудхартом. Возникнув из хиропрактики, прикладная кинезиология представляет собой метод диагностики и терапии, декларирующий связи мышечного напряжения (мышечного тонуса) с состоянием внутренних органов и систем организма и предлагающий способы корректирующего немедикаментозного воздействия на них.
В прикладной кинезиологии отсутствует рациональная научная основа, она не имеет методологических стандартов и критериев воспроизводимости, основана на надуманной концепции о том, что напряжение мышц якобы вызывает дисфункцию внутренних органов, с научно-практической точки зрения это псевдонаука, лженаучное направление и шарлатанство.
Прикладная кинезиология является разновидностью массажа.
Псевдонаучные методы диагностики и лечения, имеющие в своём названии слово «кинезиология», не следует смешивать с кинезиологией — наукой о движении живых существ, изучающей механику, физиологию и психологию движения.

## История и современный этап
В 1964 году хиропрактик Джордж Гудхарт разработал свой метод диагностики под названием «прикладная кинезиология» на основе труда «Мышцы: тестирование и функция», написанного двумя врачами-физиотерапевтами супругами Кендаллами. Кендаллы занимались реабилитацией больных с инсультами и травмами позвоночника, разрабатывали для них восстановительные программы, считали мануальное мышечное тестирование необходимой частью неврологического обследования больного перед началом реабилитационных программ. В 1949 году в монографии «Тестирование и функционирование мышц» они обобщили опыт своей многолетней работы и описали целую систему тестов мышечных функций для мышц всего тела. 
Впоследствии Джордж Гудхарт начал преподавать свой метод другим хиропрактикам. В 1973 году была создана неформальная организация Goodheart Study Group Leaders, которая в 1974 году выбрала имя «Международный колледж прикладной кинезиологии» (англ. The International College of Applied Kinesiology, ICAK), в 1975 году был принят устав и избрано руководство, в 1976 году были «сертифицированы» учредители, названные «дипломатами». В настоящее время ICAK полагает 1976 год датой основания, а 1973 год — датой, когда её первый председатель занял свой пост.
На современном этапе прикладная кинезиология используется прежде всего хиропрактиками, а также входит в состав многих других практик. В 2003 году она была 10-й из наиболее часто используемых техник хиропрактики в США — 37,6 % хиропрактиков и 12,9 % пациентов хиропрактики использовали этот метод, кроме того, она использовалось натуропатами, врачами, дантистами, диетологами, физиотерапевтами, массажистами, и профессиональными медсестрами. Существовали также некорректные попытки использовать некоторые базовые техники ПК при дистрибуции биологически активных добавок, включая сетевой маркетинг.
В XXI век прикладная кинезиология вошла, имея уже около 200 различных школ, систем и ответвлений.

## Основы метода

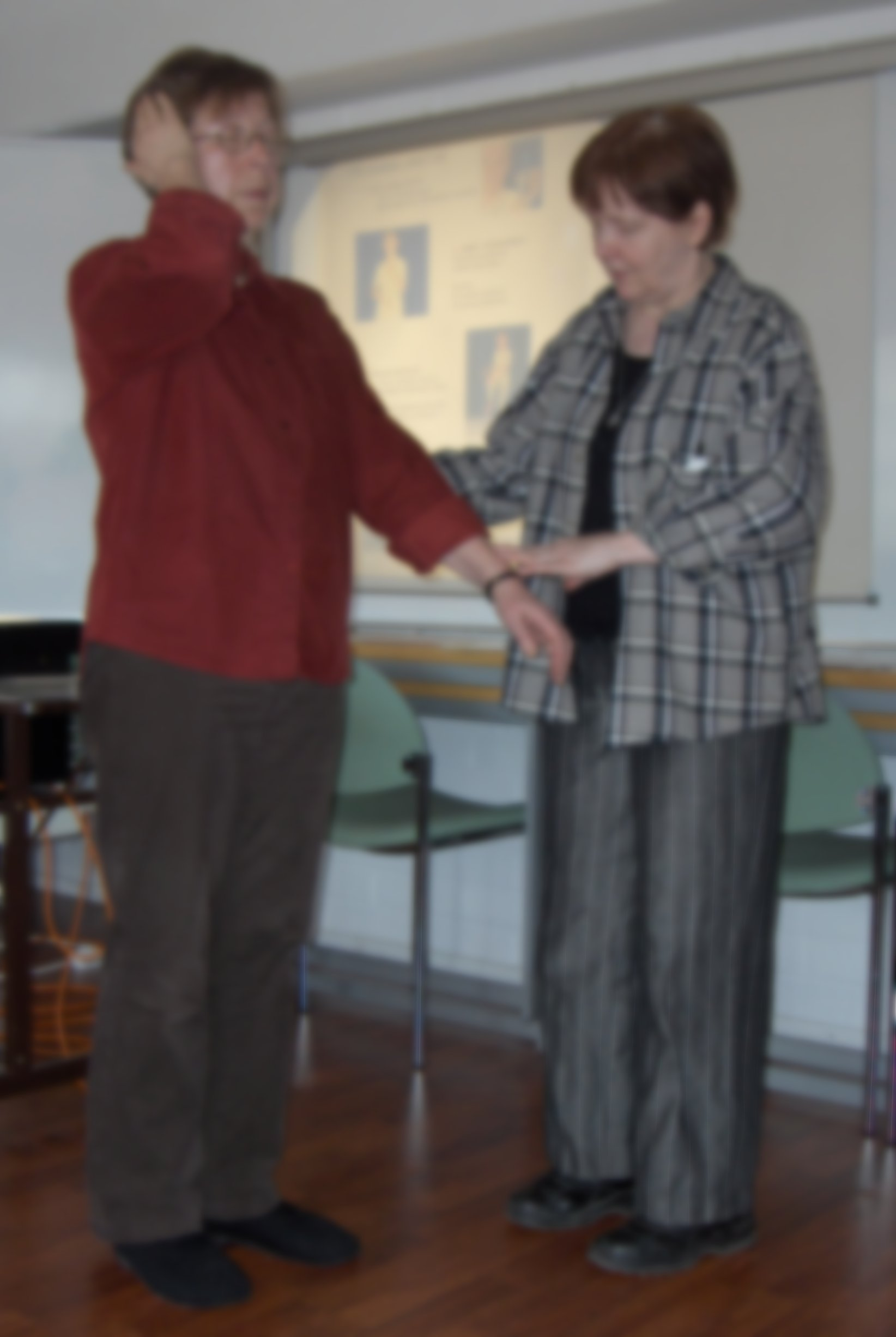
Практика прикладной кинезиологии

Прикладная кинезиология представляется сторонниками как система, которая оценивает структурные, химические, и умственные аспекты здоровья с использованием метода, называемого «мануальным мышечным тестированием» (англ. manual muscle test). Не разделяемая современной медициной существенная предпосылка прикладной кинезиологии заключается в том, что каждая дисфункция органа сопровождается ослаблением некоторой соответствующей мышцы, то есть что имеется так называемая «органосоматическая связь». Методы лечения, на которые полагаются практики, включают объединение манипуляций и мобилизации организма; миофасциальную, черепную и меридианную терапию; клинические биологически активные добавки и диетические рекомендации.
В представлении сторонников прикладная кинезиология — это холистическая (целостная) система оказания человеку физической, психической, моральной и духовной поддержки немедикаментозными методами путём перевода его в положительное эмоциональное состояние с помощью специфического мануально-вербально-невербального общения. Это общение основано на поддержании постоянной мышечной связи между корректором и корректируемым с помощью неосознанно контролируемого с обеих взаимодействующих сторон и взаимно изменяемого динамического мышечного тонуса. Мышечный тонус при этом является индикатором как осознанного, так и неосознаваемого эмоционального состояния корректируемого.

### Мануальный мышечный тест
«Мануальный мышечный тест» в ПК проводится следующим образом. Практикующий прикладывает силу к некоторой мышце или группе мышц пациента и наблюдает реакцию на своё действие. Беспрепятственное («гладкое») сопротивление мышцы нажиму считается здоровой (сильной) реакцией, а несвойственный ответ иногда называется «больной» (слабой) реакцией. Это не грубый тест силы пациента, а скорее субъективная оценка напряжённости мышцы и «гладкости» ответа, взятая в качестве показателя различия реакции мышечных клеток во время сокращения. Эти различия в мышечной реакции берутся в качестве признаков различных стрессов и дисбалансов в теле. «Слабая» мышечная реакция приравнивается к дисфункции, химическому или структурному дисбалансу, ментальному стрессу, и принимается за признак неоптимального функционирования. Это может быть неоптимальное функционирование проверяемой целевой мышцы, или обычно оптимально функционирующая мышца может использоваться в качестве индикатора для другого физиологического тестирования. Один из наиболее известных и самых базовых тестов — «опускание руки» («Дельта-тест»), где пациент сопротивляется нисходящей силе, прикладываемой к протянутой руке. Принятие надлежащей позиции является главной гарантией, что рассматриваемая мышца изолирована или является первичным показателем, минимизируя вмешательство смежных мышечных групп.
В основе всех направлений современной холистической прикладной кинезиологии лежит феномен «функциональной мышечной слабости», то есть временное снижение мышечного тонуса в ответ на воздействие на организм или психику. В представлении сторонников, это быстрое непроизвольное ослабление мышечного тонуса всегда опережает произвольные мышечные движения, контролируемые разумом, что позволяет получать от психики через мышцы «чисто эмоциональные реакции», не прошедшие через фильтры сознания. Важной отличительной чертой современной кинезиологии, по мнению сторонников, является использование постоянной обратной связи между кинезиологом и его клиентом. Каждое воздействие кинезиолога (и даже его намерение на воздействие) сверяется с мышечной реакцией клиента, и если санкции со стороны клиента на воздействие кинезиолога не получено, то воздействие не проводится. Это позволяет говорить об этичности кинезиологической процедуры и её «интерактивном характере», когда клиент (на неосознанном психоэмоциональном уровне) имеет равное право голоса с кинезиологом на выбор того или иного воздействия. Результаты воздействия также проверяются по мышечным реакциям, и в случае негативной оценки проводится дополнительное корректирующее воздействие, устраняющее негативные реакции.

### Диетический тест
Диетическое тестирование (англ. Nutrient testing) используется для исследования мышечной реакции пациента на различные пищевые субстанции и химикаты. Практикующие полагают, что вкусовые и обонятельные раздражители могут изменять результат «мануального мышечного теста», и «слабую» реакцию мышц можно улучшить применением правильной биологически активной добавки, а ранее «сильные» мышцы могут быть ослаблены воздействием вредных веществ или аллергенов. Используются также «контактный» и даже «дистантный» виды пищевого теста, например, когда мышечный тест проводится на пациенте, держащем в руке бутылочку с таблетками, хотя использование подобных тестов и осуждается ICAK. Исследования применимости прикладной кинезиологии для рекомендации БАДов и антиаллергических средств показывали как положительные, так и отрицательные результаты (см. раздел «Научные исследования» ниже). В исследовании 2010 года был сделан вывод, что прикладная кинезиология не может быть рекомендована для диагностики пациентов с подозрением на пищевую аллергию, поскольку из-за отсутствия научных оснований этот метод может приводить к вводящим в заблуждение рекомендациям и ошибочному лечению.

### Терапевтическая локализация
«Терапевтическая локализация» является ещё одной диагностической техникой, которая уникальна для прикладной кинезиологии. Пациент помещает нетестируемую руку на кожу в области, которая по подозрению нуждается в терапевтическом внимании. Этот контакт кончика пальца может привести к изменению в ответе мышцы от «сильного» до «слабого» или наоборот, в таком случае показано терапевтическое вмешательство. Если затронутая область не требует такого вмешательства, ответ мышцы неизменный.

## Разновидности прикладной кинезиологии
В то время как прикладная кинезиология занимается телесными проблемами (в основном, коррекцией суставов, мышц, позвоночника, костей черепа), существует и её психо-ориентированная разновидность «Единый мозг / концепция три в одном» («One Brain / Three in One Concepts»), авторами которой являются Г. Стокс, Д. Уайтсайд и К. Кэллвэй. В рамках этой разновидности предполагается, что когда стресс потери кого-либо или чего-либо блокирует системы жизнеобеспечения организма, в таком организме нарушаются системы гомеостаза, он перестаёт бороться и начинает сопротивляться всему хорошему, что человек на сознательном уровне хотел бы сделать (практикующие называют этот эффект «нежеланием получать пользу»). С таким человеком тяжело взаимодействовать, его трудно лечить, обучать; у него «всё валится из рук», ему «всё надоело», «во всём не везёт» и т. д. Предполагается, что психоэмоциональная разновидность осуществляет психокоррекцию и позволяет освободить организм от старых негативных эмоциональных «вибраций». Диагностика проводится тем же методом мышечного тестирования, что и в прикладной кинезиологии. Работа с пациентом ведётся как на сознательном, так и на подсознательном уровнях.
Существуют и другие разновидности прикладной кинезиологии, заявляющие о связи мышечного напряжения (тонуса) с психоэмоциональным состоянием человека, с уровнем переживаемого стресса и предлагающие способы корректирующего воздействия. Все эти разновидности соотносятся с психокоррекцией и телесно-ориентированной психотерапией. Их развивали ученики и последователи Джорджа Гудхарта. Например, таковы направления кинезиологии «Целебное прикосновение» («Touch for Health», «TFH»), «Образовательная кинезиология» («Edu—K») и другие.
В России в 2006 году Профессиональной психотерапевтической лигой «психотерапевтическая кинезиология», созданная на основе направления прикладной кинезиологии под названием «Единый мозг / концепция три в одном», была официально признана модальностью, то есть направлением психотерапии. Метод «психотерапевтическая кинезиология» в 2007 году был запатентован в Федеральной Службе по интеллектуальный собственности, патентам и товарным знакам.

## Научные исследования
В 2015 году Министерство здравоохранения Австралии опубликовало результаты обзора альтернативных методов лечения, целью которого было определить, подходят ли они для медицинского страхования. Прикладная кинезиология была одним из 17 методов лечения, для которых не было найдено явных доказательств эффективности. С 1 апреля 2019 года прикладная кинезиология исключена из системы медицинского страхования Австралии.
Согласно Американскому онкологическому обществу, «имеющиеся научные данные не подтверждают заявления о том, что прикладная кинезиология может диагностировать или лечить рак либо другое заболевание».
Как и в случае со многими дисциплинами, характеризуемыми как псевдонаучные, существуют споры вокруг существования доказательств эффективности прикладной кинезиологии и качества этих доказательств в научных публикациях. Сторонники заявляют о том, что некоторые публикации свидетельствуют в пользу их теорий и практик, в то же время критики обращают внимание на другие работы, где корректность и эффективность отрицается. В 1999 году обзор существовавших на тот момент публикаций показал методологические проблемы проведённых исследований — их дизайн не отвечал ни принципам прикладной кинезиологии, ни современной клинической практике.
Существуют позитивные для прикладной кинезиологии исследования по измерению электрических и механических параметров сокращения мышц во время проведения мануального мышечного тестирования, а также в области пищевых аллергий.
Другие клинические исследования отрицают эффективность диагностики в прикладной кинезиологии. Например, в исследованиях «мышечный тест» не отличал испытываемые вещества от плацебо в двойном слепом испытании, и использование прикладной кинезиологии для оценки диетического статуса пациента было не более эффективным, чем случайное предположение. Научные исследования показали, что прикладные тесты кинезиологии не были воспроизводимы.
В 2008 году в обзоре научной литературы по прикладной кинезиологии сделан вывод об отсутствии существенных доказательств эффективности прикладной кинезиологии, достоверности кинезиологической диагностики и обоснованности теории о мышечной реакции. В обзоре (2007) некоторых научных исследований специфических процедур и диагностических тестов прикладной кинезиологии сделано следующее заключение: «В случаях, когда прикладная кинезиология отделена от стандартного ортопедического мышечного тестирования, исследования по оценке специфических процедур АК либо опровергают, либо не могут подтвердить обоснованность использования процедур AK в качестве диагностических тестов. До настоящего времени доказательства не поддерживают использование [мануального мышечного тестирования] для диагноза органических заболеваний на ранних стадиях болезни». Другой обзор (2005) пришёл к заключению: «У этих методов либо недостаточное научное объяснение, либо оно вовсе отсутствует. Результаты не воспроизводимы в строго контролируемых испытаниях и не коррелируют с клиническими симптомами аллергии». В исследовании с использованием двойного слепого метода, проведённом Фондом спортивной медицины ALTA и опубликованном в 1988 году в «Журнале Американской диетологической ассоциации», участвовали 3 опытных кинезиолога. Обзор пришёл к следующему заключению: «Результаты данного исследования показали, что использование прикладной кинезиологии для оценки диетического статуса является не более практичным, чем случайное предположение».

## Диагностика аллергии
В США Американская академия аллергии, астмы и иммунологии и Национальный институт аллергии и инфекционных заболеваний рекомендовали не использовать прикладную кинезиологию для диагностики аллергий. Европейская академия аллергологии и клинической иммунологии, Национальный институт здоровья и клинического совершенства Великобритании, Австралазийское общество клинической иммунологии и аллергии и Аллергологическое общество Южной Африки сделали аналогичные рекомендации. Всемирная аллергологическая организация в образовательных материалах своей программы Global Resources In Allergy причисляет прикладную кинезиологию к непроверенным методикам тестирования и описывает её как бесполезную.

## Критика
Практически все тесты прикладной кинезиологии субъективны и зависят исключительно от личной оценки практикующим мышечной реакции пациента. В частности, на основании исследований было показано, что достоверность, а также и точность результатов испытаний имеют не более чем случайные корреляции. Некоторые скептики утверждают, что у теории «органосоматической связи», предлагаемой в качестве основы прикладной кинезиологии, нет никакого научного смысла, а эффективность методов в одних случаях не установлена, в других сомнительна. Скептики также отвергли прикладную кинезиологию как «шарлатанство», «магическое мышление» и неверное истолкование идеомоторного эффекта. Она была раскритикована на теоретических и эмпирических основаниях и охарактеризована как псевдонаука.

### Критические
- Barrett S.[англ.] Applied Kinesiology : Muscle-Testing for «Allergies» and «Nutrient Deficiencies»]. // Quackwatch[англ.]. — 2014. — 23 August.
- Randi J. Applied kinesiology. // An Encyclopedia of Claims, Frauds, and Hoaxes of the Occult and Supernatural.
- Blanton J. Applied Foolishness. // The North Texas Skeptics
- InteliHealth applied kinesiology article material was reviewed by the Faculty of the Harvard Medical School with final editing approved by Natural Standard.
- Ankerberg J., Weldon J. Muscle Testing // The Encyclopedia of New Age Beliefs
- Walker J. Testing Muscle Testing: Applied Kinesiology. // The Watchman Expositor.
- Lyons J. Applied Kinesiology and Nutritional Muscle Response Testing: A Christian Perspective.
- Brewer, N. Applied Kinesiology :  [англ.] : [арх. 13 февраля 2007] // Creighton University. — 2006.
- Edwards H. Applied Kinesiology. // A Skeptic’s Guide to the New Age.